# Bonaspeia inornata
Bonaspeia inornata är en insektsart som beskrevs av Davies 1987. Bonaspeia inornata ingår i släktet Bonaspeia och familjen dvärgstritar. Inga underarter finns listade i Catalogue of Life.